# Antoine Gouan
Antoine Gouan ou Goüan (Montpellier , 15 de novembro de 1733 — Montpellier, 1 de setembro de 1821) foi um botânico francês.

## Publicações
- Hortus Regius Monspeliensis, sistens plantas tum indigenas tum exotica (1762).
- Flora Monspeliaca, sistens plantas no. 1850 ad sua genera relatas, et hybrida methodo digestas; adjectis nominibus specificis, trivialibusque, synonymis selectis, habitationibus plurium in agro Monspeliensi nuper detectarum, et earum quae in usus medicos veniunt nominibus pharmaceuticis, virtutibusque probatissimis (1765).
- Illustrationes et Observationes Botanicae, ad specierum historiam facientes seu rariorum plantarum indigenarum, pyrenaicarum, exoticarum adumbrationes, synonymorum… Cum iconibus ex naturae typo et magnitudine naturali ab auctore delineatis (1773).
- Herborisations des environs de Montpellier,  ou guide botanique à l'usage des élèves de l'école  de santé… (1796).